# Tajuria drucei
Tajuria drucei är en fjärilsart som beskrevs av Swinhoe 1911. Tajuria drucei ingår i släktet Tajuria och familjen juvelvingar. Inga underarter finns listade i Catalogue of Life.